# Sindar
Sindar (qui signifie « Peuple Gris ») ou Elfes Gris, peuple du legendarium de Tolkien, étaient des Elfes d’origine Teleri qui habitaient le Beleriand. Ils ont été unis sous le roi de Doriath Thingol, et plus tard son petit-fils Dior Eluchíl.
Ils appartenaient aux Teleri qui acceptèrent l’invitation et se mirent en route pour le Grand Voyage et étaient des Eldar, bien que Moriquendi, n’ayant jamais mis les pieds à Valinor, avec les Calaquendi. Cependant, ils sont toujours devenus les plus beaux, les plus sages et les plus habiles des elfes de la Terre du Milieu sous le règne de Thingol et Melian à Doriath, et ils sont donc parfois appelés « Elfes du Crépuscule ».
Les elfes Sindar, comme c’était le cas pour tous les Teleri, étaient d’excellents navigateurs, musiciens et un peu plus sociables que d’autres races elfiques, telles que les Noldor ou les Vanyar. Leurs compétences linguistiques étaient également plus grandes.
Leurs inclinations religieuses, en plus d’opter pour Varda comme tous les elfes, donnaient une grande importance au Vala Ulmo en raison de leur grand amour pour la mer.

## Histoire

### Origines
« Bien qu’ils fussent Moriquendi, sous la seigneurie de Thingol et l’enseignement de Melian, ils devinrent les plus beaux, les plus sages et les plus habiles de tous les Elfes de la Terre du Milieu. »
― Quenta Silmarillion, « Des Sindar »

Les Teleri étaient les plus grands des trois hôtes des Eldar. C’est pour cette raison qu’ils avaient deux chefs lors de la Grande Marche de Cuiviénen, les frères Elwë (plus tard connu sous le nom d’Elu Thingol en langue sindarin) et Olwë. Les deux seigneurs avaient également un frère mineur, Elmo. Lorsque les Teleri atteignirent le Beleriand, Elwë se mit à errer dans les forêts comme à son habitude. Dans la forêt de Nan Elmoth, il rencontra Melian, l’un des Maiar,. Ils sont tombés amoureux, et les deux sont restés envoûtés à Nan Elmoth pendant plusieurs années,.

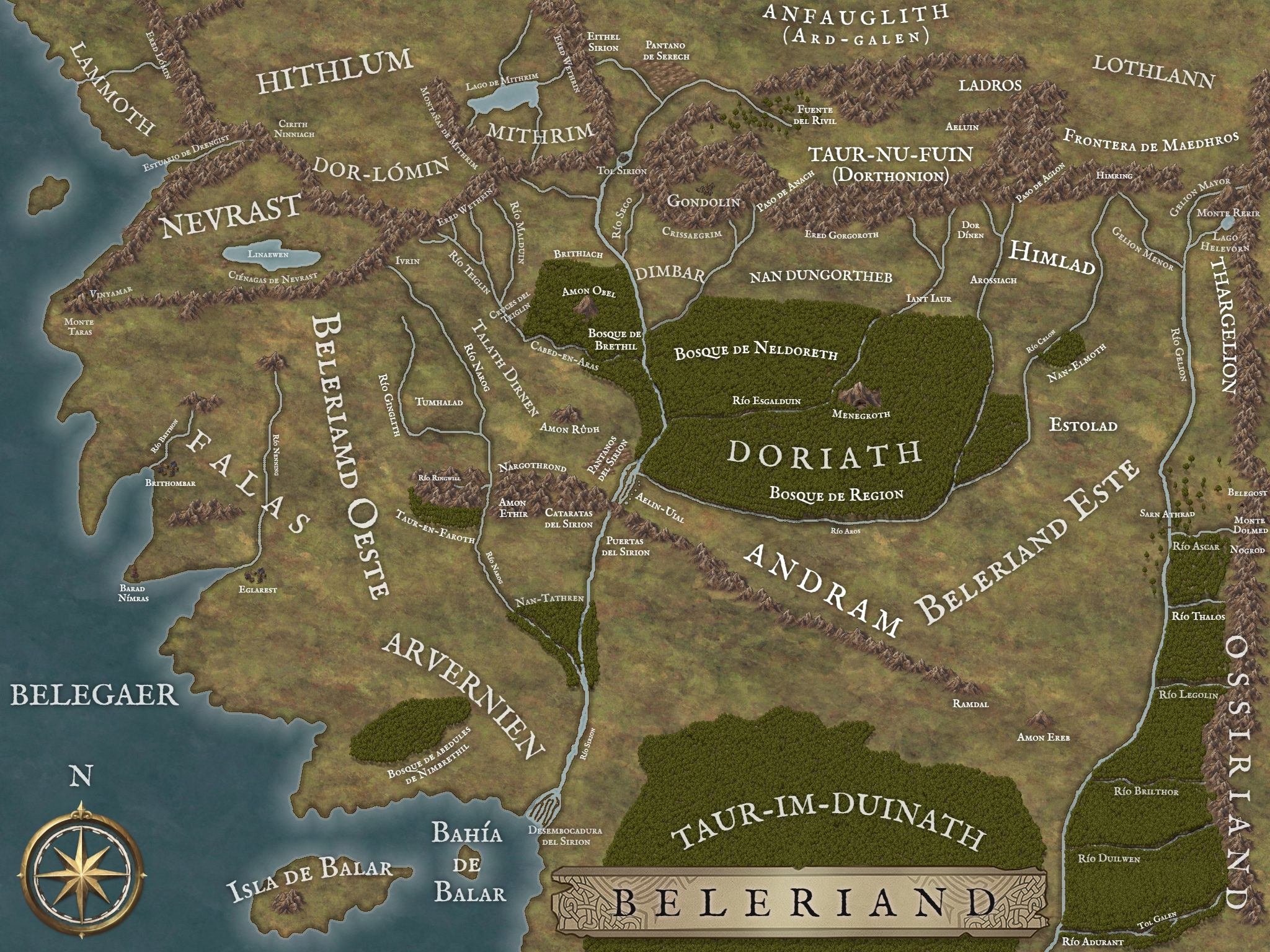
Carte du Beleriand dans lequel se trouve Doriath

Pendant ce temps, Olwë et beaucoup de Teleri ne pouvaient plus attendre, et partirent pour Aman sans Elwë et sa suite, qui préféraient rester en Beleriand pour chercher leur roi. Ils devinrent plus tard connus sous le nom d’Eglath (les « Réprouvés »). Finalement, Elwë se réveilla de l’envoûtement et retourna auprès de son peuple, fondant un royaume au milieu du Beleriand : Eglador (« Terre des Réprouvés » ou « Terre des Elfes »). Les Nains de Nogrod et de Belegost, dans les Montagnes Bleues, furent engagés pour aider à la construction de la ville de Menegroth.
Juste avant l’arrivée des Exilés Noldorins, le Seigneur des Ténèbres Morgoth retourna dans son ancien bastion d’Angband, et ses activités augmentèrent. Thingol demanda à Melian d’utiliser sa magie pour créer une ceinture de perplexité autour d’Eglador, afin que personne ne puisse entrer sans la permission du roi,. Depuis lors, elle fut connue sous le nom de Doriath (« Terre de la Clôture ») et les Sindar qui habitaient à l’intérieur de ses frontières furent appelés Iathrim (« Peuple de la Clôture »). Thingol resta le Haut Roi des Sindar et le suzerain nominal du Beleriand, bien que les Noldor des fils de Fëanor ignoraient généralement ses ordres.
Pendant deux siècles, ils vécurent en paix, mais pendant le dernier âge des Années des Arbres, le mal à l’est des Montagnes Bleues commença à tourmenter les Sindar. Ce n’est qu’alors qu’ils ont jugé nécessaire d’avoir des armes. Le commerce avec les nains de Nogrod et de Belegost s’est développé, ainsi que l’artisanat de la forge.

### Distribution

La répartition des Sindar

Outre les Eglath et les Iathrim, d’autres Teleri séjournèrent également dans le Beleriand et furent comptés parmi les Sindar : c’étaient les amis d’Ossë le Maia, qui était tombé amoureux des rivages de la Terre du Milieu et ne souhaitait pas partir. Leur chef était Círdan, et ils établirent des villes à Eglarest et à Brithombar. Ils étaient connus sous le nom de Falathrim, ou « Elfes des Falas »,. Ils ne faisaient pas partie du royaume d’Eglador, mais ont quand même pris Thingol comme Haut Roi.
D’autres bandes errantes de Sindar s’installèrent à Hithlum et à Nevrast au nord d’Eglador, bien que ceux-ci ne formaient aucun royaume. C’étaient les Elfes de Mithrim. De plus, les Sindar de Nevrast s’installèrent plus tard avec Turgon à Gondolin.
Un dernier groupe de Teleri en Beleriand était les Laiquendi ou « Elfes verts » ; ils n’ont pas été comptés comme Sindar, parce qu’ils n’ont pas abandonné le Grand Voyage au Beleriand. Les Laiquendi descendaient des Nandor, un groupe de Teleri qui s’était séparé du Grand Voyage avant les Monts Brumeux et s’était dirigé vers le sud le long du Grand Fleuve. Une partie d’entre eux, sous le commandement de Denethor fils de Lenwë, traversa finalement les Montagnes Bleues et s’installa en Ossiriand, ou comme on l’appela plus tard Lindon (« Terre des Chanteurs »). Ils sont restés un peuple séparé pendant longtemps, bien que beaucoup d’entre eux se soient retirés dans le royaume de Thingol après la mort de Denethor.
Les Teleri d’Eglador, les Terres du Nord et les Falas furent collectivement connus sous le nom de Sindar plus tard, car ils développèrent une civilisation qui leur était propre, presque égale à celle des Calaquendi ou Elfes de Lumière de Valinor.

### Deuxième Âge

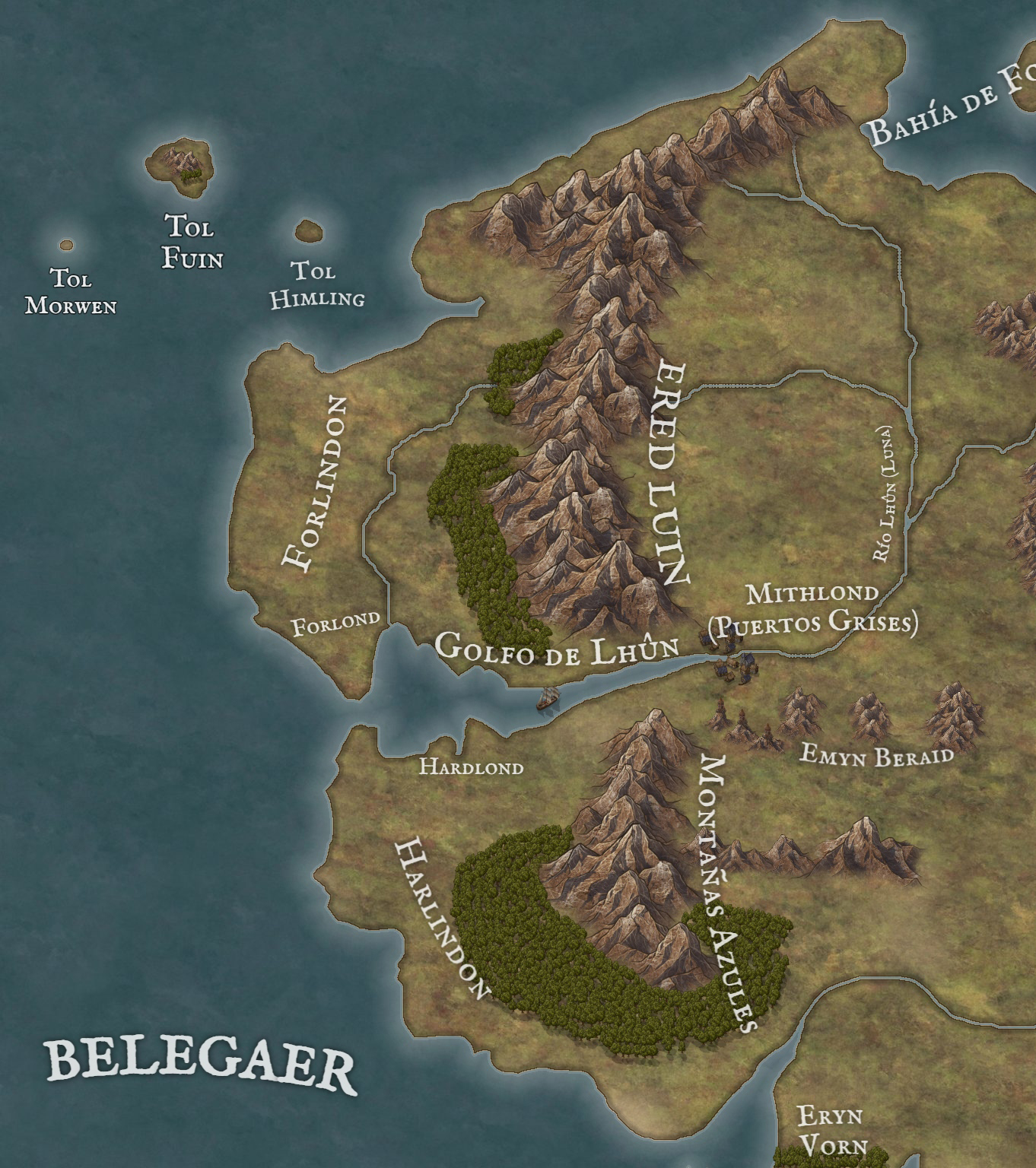
Carte du Lindon

Au début du Deuxième Âge, après la Guerre de la Colère, de nombreux Eldar qui n’avaient aucune envie de quitter la Terre du Milieu se retirèrent au Lindon. Les Sindar se concentrèrent principalement sur Harlindon, sous la direction de Celeborn. Certains d’entre eux, qui n’avaient aucune envie de fusionner avec les autres Sindar dominés par les Noldor, quittèrent le Lindon. Certains Sindar (ainsi que Noldor et les Elfes Verts) suivirent Celeborn et Galadriel jusqu’en Eriador et vécurent pendant un certain temps dans les terres autour de Nenuial.
D’autres sont venus dans le royaume forestier à l’est des Monts Brumeux. Ils devinrent les souverains des Elfes Sylvains qui y vivaient et établirent les royaumes boisés de Vertbois le Grand ( Eryn Galen ) et de Lórinand (ou Laurelindórenan). Les Elfes Sylvains partageaient un héritage commun avec les Sindar, car les Elfes Sylvains (connus à l’origine sous le nom de Nandor) et les Sindar appartenaient au clan Teleri. Les Sindar fusionnèrent bientôt avec les Elfes Sylvains et embrassèrent et adoptèrent leur culture, souhaitant faire l’expérience d’un mode de vie plus « rustique » et « naturel » comme ce fut le cas après leur réveil à Cuiviénen.
D’autres Sindar avaient fondé le havre d’Edhellond dans le sud, et ils furent également rejoints par des Elfes Sylvains qui y émigrèrent.
Tous les Elfes Sindar participèrent à la Guerre de la Dernière Alliance sous les commandements d'Oropher, Amdír, Círdan, Elrond et Gil-Galad. Durant ces batailles, Amdír et Oropher essuyèrent de nombreuses pertes dont eux. Amroth et Thranduil devinrent donc souverains de Lórinand et de Vertbois-le-Grand.

### Troisième Âge
Au Troisième Âge, les Sindar avaient des royaumes tels que la Forêt Noire, la Lórien et Imladris. Les Sindar-Falathrim ont combattu dans la guerre d’Angmar en alliance avec les Hommes du Gondor. Ils ont presque détruit l’armée du Roi Sorcier à la bataille de Fornost, après quoi le Roi Sorcier lui-même a fui le champ de bataille.
De plus, le roi Sindar Thranduil et son armée ont participé à la Bataille des Cinq Armées. Pendant la Guerre de l'Anneau, ce sont les Sindar qui ont détruit les orcs de Dol Guldur lors de la Bataille des Arbres, puis ont atteint la forteresse elle-même et l’ont prise d’assaut,.

### Quatrième Âge
Au début du Quatrième Âge, de nombreux Sindar ont navigué vers Valinor. De nombreux territoires elfiques ont été abandonnés, comme la Lorien ou Fondcombe,.
Par la suite, les Sindar ont commencé à être considérés comme des Eldars « à part entière ». Ils étaient également appelés Elfes Gris et Elfes du Crépuscule.

## Langue
La langue des Sindar a évolué à partir du Telerin commun au cours des longs âges où ils ont été séparés de leurs parents. Entre eux, leur propre langue n’avait pas de nom, car c’était la seule qu’ils aient jamais entendue, et n’en avaient pas besoin mais en quenya, la langue était désignée comme sindarin. Au cours du Premier Âge, plusieurs dialectes tombaient sous l’égide du sindarin : le doriathrin, le mithrimine et le falathrine. Au moment où les Noldor arrivèrent au Beleriand, les langues entre les deux continents étaient devenues mutuellement inintelligibles, mais les Noldor ne tardèrent pas à l’apprendre. Le sindarin a finalement remplacé le quenya en tant que langue utilisée par les Noldor au Beleriand, même dans les colonies à prédominance noldorin telles que Gondolin, bien que le quenya ait survécu en tant que langue de connaissance.
Dans les derniers âges, le sindarin était la langue elfique utilisée dans le langage quotidien dans toute la Terre du Milieu. Il a également été adopté pour un usage quotidien par les hommes de la maison de Beor et plus tard par les Númenóréens, et est resté quelque peu utilisé dans les royaumes en exil du Gondor et de l’Arnor.
Lorsque les Sindar sont venus à l’Est pour régner sur les Elfes Sylvains, leur langue a été adoptée par eux qui parlaient une langue d’origine Nandorin. Le sindarin a rapidement été influencé par la langue sylvaine et ce nouveau dialecte est devenu connu sous le nom d’elfique sylvanien (ou « langue des bois »). Des noms tels que Lothlórien, Caras Galadhon, Amroth, Nimrodel sont peut-être d’origine sylvaine, adaptés au sindarin,.
Le quenya et le sindarin viennent du gallois et du finnois,. Des dictionnaires en sindarin ont été créés.

## Étymologie
Le terme Sindar est un nom quenya. Il signifie « Elfes Gris » ou « les Gris ». Il a été conçu par les exilés Noldorins, dérivé de thindi. Un nom quenya moins courant pour ce peuple était Sindeldi (sing. Sindel).
La raison pour laquelle les Sindar avaient été appelés les « gris » a donné lieu à une discussion parmi les maîtres du savoir. Une théorie suggérait qu’il s’agissait des cheveux argentés d’Elu Thingol et de ceux qui lui sont proches (bien que la plupart des Sindar aient les cheveux noirs). Une autre théorie a suggéré que le nom était dérivé de la signification de Thingol (Quenya. Sindikollo), « manteau gris » (les Sindar du Nord auraient également été beaucoup vêtus de gris).
Le nom que les Sindar utilisaient pour eux-mêmes était simplement Edhil (« Elfes », singulier Edhel). Les Sindar se considéraient eux-mêmes comme des Celbin, des personnes de Lumière. D’un autre côté, les Noldor, utilisant leur propre définition de ce que sont les « Elfes de Lumière », ne considéraient pas les Sindar comme des Calaquendi, qui sont les Quenya apparentés à Celbin.
Dans la tradition des Dúnedain, les Sindar (et parfois les Elfes Sylvains) étaient également appelés Elfes du Milieu, les distinguant des Hauts Elfes (étant de leur famille) et des Elfes Noirs, bien que ce dernier terme inclue parfois les Sindar, en raison de leur ignorance de la Lumière de Valinor.

Parce qu’en dernier recours, ils refusaient d’aller à Aman, ils étaient appelés Avamanyar, bien qu’ils aient toujours insisté pour qu’ils soient appelés Úmanyar. On les appelait aussi Lembi.

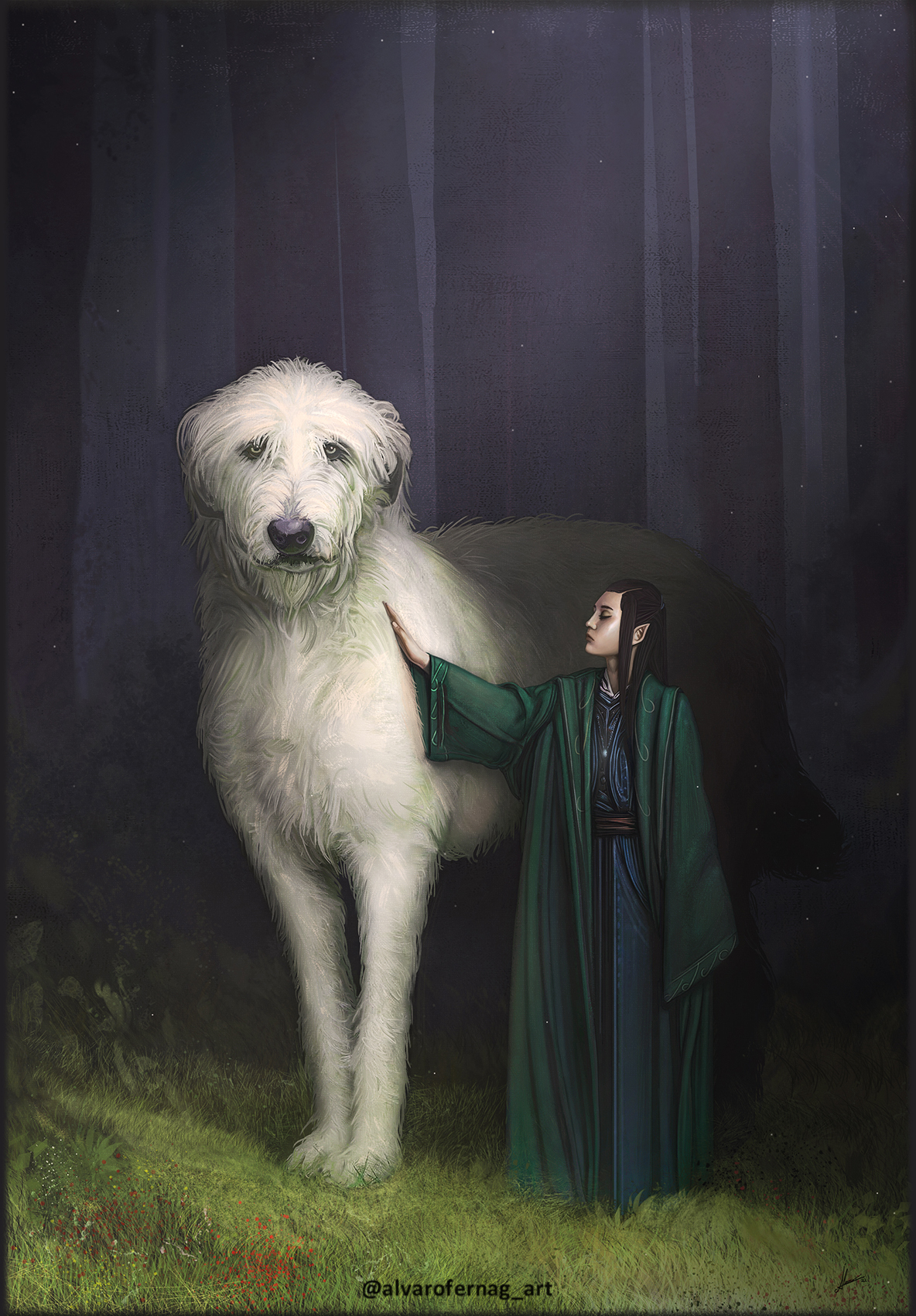
Huan et Luthien, une Sinda connue de tous les elfes.

## Sindar notables
Il y a de nombreux Sindar qui sont connus :
- Beleg

- Legolas
- Mablung
- Thranduil
- Oropher
- Círdan
- Elu Thingol
- Dior Eluchil[51]
- Lúthien
- Daeron
- Celeborn[52]

## Adaptations
Dans la trilogie du Seigneur des Anneaux de Peter Jackson, les elfes de la Lothlórien, des Havres Gris et de Fondcombe sont présents.
Dans la trilogie du Hobbit de Peter Jackson, les elfes de Vertbois le Grand dirigés par Thranduil sont témoins du sac d'Erebor.